# Haliplectus bickneri
Haliplectus bickneri är en rundmaskart som beskrevs av Benjamin G. Chitwood 1956. Haliplectus bickneri ingår i släktet Haliplectus och familjen Haliplectidae. Inga underarter finns listade i Catalogue of Life.